# Бобёр, Антон Анатольевич
Анто́н Анато́льевич Бобёр (род. 28 сентября 1982, Набережные Челны, Татарская АССР, СССР) — российский футболист, полузащитник. Рекордсмен «Крыльев Советов» по числу матчей в высшем дивизионе чемпионата России.

## Карьера

### Ранние годы
Родился и вырос в Набережных Челнах. Его отец также был футболистом, с 1977 по 1980 год играл в клубе «Турбина» (Набережные Челны) во второй союзной лиге. Когда Бобру исполнилось семь лет отец отдал его в детско-юношескую спортивную школу «КАМАЗа». Первым тренером был Михаил Шабанов. В детстве Бобёр посещал специальный класс с математическим уклоном, но потом перевёлся в класс, где учились его партнёры по команде.
В 1994 году Антон Бобёр вместе со своей командой выиграл серебряные медали Детской футбольной лиги. Финальный турнир проходил с 4 по 14 августа 1994 года в Самаре. Победителем соревнований стал местный клуб «Самарец», в котором играли будущий партнёр Бобра по «Крыльям» Александр Анюков. В 1995 году «КАМАЗ» занял в первенстве ДФЛ пятое место и выиграи суперкубок ДФЛ. Бобёр стал мастером ДФЛ, а его тренер Михаил Шабанов — «Заслуженным тренером Детской футбольной лиги».

### Клубная карьера

#### «КАМАЗ»

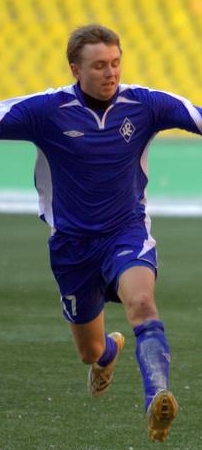
Бобёр в «Крыльях»

В августе 1998 года «КАМАЗ» внёс пятнадцатилетнего Бобра в заявку на первый дивизион 1998. Команда находилась на последнем месте в турнирной таблице, была ослаблена финансовыми проблемами и практически потеряла шансы остаться в дивизионе. 7 ноября, в последнем туре турнира Бобёр дебютировал во взрослом футболе в матче против тульского «Арсенала». В следующем сезоне «КАМАЗ» выступал во втором дивизионе, Бобёр сыграл провёл 19 игр и на финише чемпионата забил три гола. 13 сентября 1999 года он забил в ворота клуба «Металлург-Метизник», а 16 октября сделал дубль во встрече с «Динамо» из Ижевска. Зимой полузащитник получил приглашение в «Крылья Советов» и принял его.

#### «Крылья Советов»
1 апреля 2000 года Бобёр дебютировал за новый клуб в матче против «Локомотива». В том сезоне он в основном играл за дублирующий состав «Крыльев», но главный тренер команды Александр Тарханов сказал, что у полузащитника есть все шансы побороться за место в основном составе. В своём первом сезоне в высшем дивизионе сыграл в 7 матчах, в игре против «Зенита» вышел в стартовом составе.
Перед началом сезона 2001 Тарханов заявил, что Бобёр прогрессирует и сможет составить конкуренцию игрокам основного состава. Несмотря на это, в первых семи матчах чемпионата полузащитник участия не принял. «Крылья Советов» после стартового отрезка находились на первом месте в турнирной таблице. Бобёр же к середине смог вытеснить из основного состава капитана Андрея Коновалова и стал ключевым игроком команды. 22 октября в матче против «Динамо» он забил свой первый гол за «Крылья». Всего в сезоне 2001 полузащитник сыграл в 19 матчах. «Крылья Советов» заняли по итогам чемпионата 5 место.
Начало очередного сезона чемпионата России полузащитник провёл на очень высоком уровне и в марте получил вызов в сборную России. Тренеры рассматривали его, как одного из потенциальных участников чемпионата мира 2002 года. Но из-за высокой конкуренции шансы Бобра на попадание в заявку национальной команды были крайне малы. Однако журналисты Юрий Иванов и Арнольд Эпштейн отметили, что у игрока есть перспектива стать одним из лучших в России. В конце года за хорошую игру Бобёр был номинирован на премии «Первая пятерка» и «Стрелец», вручаемые проявившим себя молодым футболистам.
«Крылья» начали новый игровой год с финала кубка России, где по пенальти уступили махачкалинскому «Анжи». Перед этим в межсезонье Бобёр получил травму голеностопа в контрольном матче против «Сатурна», но успел восстановиться к старту чемпионата. 12 июля полузащитник забил гол в ворота «Торпедо». Тогда же появились слухи об интересе к Бобру со стороны московского «Спартака». Именно из-за этого обстоятельства, а также из-за травм, по мнению Тарханова, Бобёр в определённый момент снизил требования к себе и стал реже появляться на поле. Однако в сентябре редакция газеты «Спорт-Экспресс» поставила Бобра на пятое место в рейтинге лучших правых полузащитников чемпионата России, отметив, что он ему не достаёт стабильности в игре.
Сезон-2004, в котором «Крылья Советов» завоевали бронзу, сложился для Бобра неудачно, поскольку большую часть сезона он залечивал травму. В сезоне сыграл лишь в 13 матчах и забил один гол. В начале нового чемпионата он почти не появлялся в основном составе, выходя на поле со скамейки запасных. В мае забил два гола в двух играх — «Сатурну» и «Спартаку». Такая хорошая форма, а также уход многих лидеров из команды позволил Бобру завоевать место в «старте». Действовал не всегда на своей позиции. 31 июля 2005 года в гостевом матче против «Томи» Бобёр провел сотый матч за «Крылья Советов» в высшем дивизионе. 15 сентября забил гол с дальней дистанции в ворота «АЗа» в отборочном раунде кубка УЕФА. Всего в сезоне во всех турнирах Антон 33 матча и забил 5 мячей.
После сезона 2006 года у Бобра закончился контракт с самарским клубом, а первоначальные переговоры о продлении не привели к результату, и в январе 2007 Бобёр отправился на просмотр в «Москва». Однако его не устроили предложенные условия, в частности перспектива выступления в команде на позиции защитника, и он вернулся в «Крылья», ещё на два года продлив контракт.
До перехода в «Мордовию» Антон Бобёр являлся старожилом «Крыльев» с самым большим сроком нахождения в клубе. Денис Ковба также играл в команде с 2000 года, но в середине сезона-2009 перешёл в пражскую «Спарту».
В июне 2012 года подписал контракт с «Мордовией». Летом 2013 года контракт с клубом был продлён ещё на 1 год.

### Карьера в сборной
Ещё в марте 2000 года обратил на себя внимание Александра Гребнева, старшего тренера юношеской сборной России (1982 года рождения). В апреле 2000 года провёл свой первый матч за юношескую сборную, которая обыграла сверстников из Кипра — 3:0.
22 мая 2001 был вызван в молодёжную сборную России на матч с Югославией, а 3 октября сыграл один тайм в товарищеском матче. 27 марта 2002 вышел на замену в товарищеском матче Эстония — Россия (поражение 1:2). 17 апреля Бобёр сыграл за молодёжную сборную, Германия — Россия 2:1
В 2003 году провел за молодёжную сборную России 6 матчей.

## Статистика выступлений
| Клуб             | Сезон   | Чемпионат | Чемпионат | Кубок | Кубок | Еврокубки | Еврокубки | Всего | Всего |
| Клуб             | Сезон   | Игры      | Голы      | Игры  | Голы  | Игры      | Голы      | Игры  | Голы  |
| ---------------- | ------- | --------- | --------- | ----- | ----- | --------- | --------- | ----- | ----- |
| КАМАЗ-Чаллы      | 1998    | 1         | 0         | 0     | 0     | 0         | 0         | 1     | 0     |
| КАМАЗ-Чаллы      | 1999    | 19        | 3         | 1     | 0     | 0         | 0         | 20    | 3     |
| КАМАЗ-Чаллы      | Итого   | 20        | 3         | 1     | 0     | 0         | 0         | 21    | 3     |
| Крылья Советов   | 2000    | 7         | 0         | 0     | 0     | 0         | 0         | 7     | 0     |
| Крылья Советов   | 2001    | 17        | 1         | 3     | 0     | 0         | 0         | 20    | 1     |
| Крылья Советов   | 2002    | 29        | 2         | 2     | 0     | 4         | 1         | 35    | 3     |
| Крылья Советов   | 2003    | 21        | 2         | 7     | 0     | 0         | 0         | 28    | 2     |
| Крылья Советов   | 2004    | 13        | 1         | 3     | 0     | 0         | 0         | 16    | 1     |
| Крылья Советов   | 2005    | 24        | 3         | 4     | 1     | 4         | 1         | 32    | 5     |
| Крылья Советов   | 2006    | 25        | 2         | 3     | 2     | 0         | 0         | 28    | 4     |
| Крылья Советов   | 2007    | 28        | 4         | 0     | 0     | 0         | 0         | 28    | 4     |
| Крылья Советов   | 2008    | 27        | 8         | 2     | 0     | 0         | 0         | 29    | 8     |
| Крылья Советов   | 2009    | 26        | 1         | 0     | 0     | 2         | 1         | 28    | 2     |
| Крылья Советов   | 2010    | 24        | 1         | 0     | 0     | 0         | 0         | 24    | 1     |
| Крылья Советов   | 2011/12 | 33        | 4         | 1     | 0     | 0         | 0         | 34    | 4     |
| Крылья Советов   | 2017/18 | 1         | 0         | 0     | 0     | 0         | 0         | 1     | 0     |
| Крылья Советов   | Итого   | 274       | 29        | 25    | 3     | 10        | 3         | 310   | 35    |
| Мордовия         | 2012/13 | 26        | 3         | 1     | 0     | 0         | 0         | 27    | 3     |
| Мордовия         | 2013/14 | 27        | 10        | 6     | 1     | 0         | 0         | 33    | 11    |
| Мордовия         | 2014/15 | 11        | 0         | 1     | 0     | 0         | 0         | 12    | 0     |
| Мордовия         | 2015/16 | 9         | 0         | 1     | 0     | 0         | 0         | 10    | 0     |
| Мордовия         | Итого   | 73        | 13        | 9     | 1     | 0         | 0         | 76    | 14    |
| Крылья Советов-2 | 2000    | 12        | 2         | 0     | 0     | 0         | 0         | 12    | 2     |
| Крылья Советов-2 | 2017/18 | 12        | 0         | 0     | 0     | 0         | 0         | 12    | 0     |
| Крылья Советов-2 | Итого   | 24        | 2         | 0     | 0     | 0         | 0         | 24    | 2     |
| Всего            | Всего   | 392       | 47        | 34    | 4     | 10        | 3         | 436   | 54    |

## Семья
Жена Алина (с 2004 года). 7 января 2006 родился сын Иван, футболист. Есть сын Александр и дочь.